# Pedro Brolo

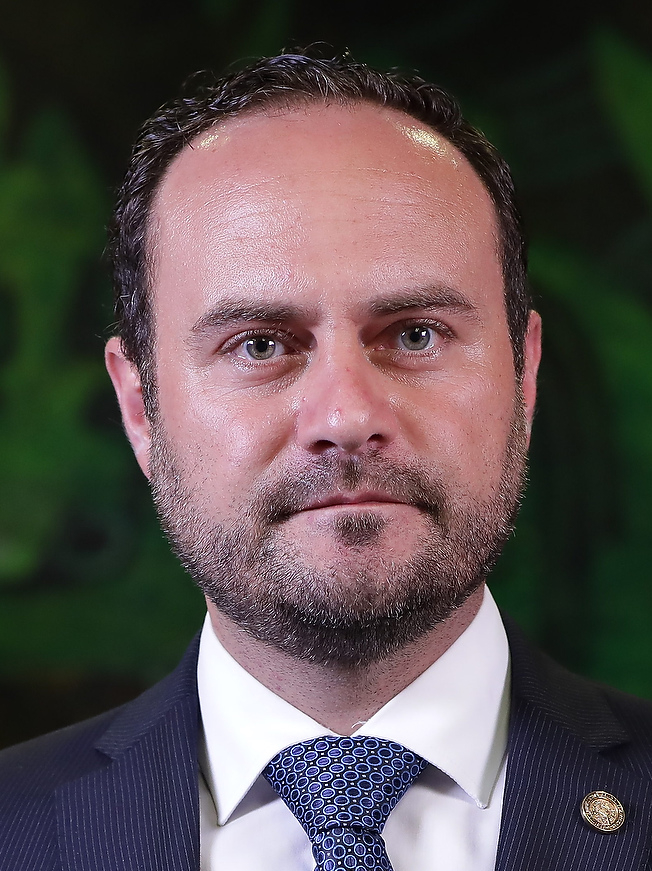
Pedro Brolo Vila (2020)

Pedro Brolo Vila (* 3. Februar 1981 in Guatemala-Stadt) ist ein guatemaltekischer Politiker der konservativen Partei Vamos und war vom 14. Januar 2020 bis zum 31. Januar 2022 Außenminister von Guatemala.

## Leben und Karriere
Brolo stammt aus Guatemala-Stadt und studierte Wirtschaftswissenschaften sowie Betriebswirtschaft. Er hat sich dabei unter anderem auf Menschenrechte, Klimawandel und öffentliche Politik spezialisiert. Nach seinem Studium wurde er Chief Financial Officer bei der Organisation Amerikanischer Staaten.
Brolo kandidierte bei den Kommunalwahlen im Juni 2019 für das Bürgermeisteramt von Guatemala-Stadt, erreichte jedoch mit 2,2 % der Stimmen nur den fünften Platz.
Nach der Präsidentschaftswahlen 2019 wurde Bolo designierter Außenminister im Kabinett von Präsident Alejandro Giammattei. Er trat damit die Nachfolge von Sandra Jovel an, welche dem Außenministerium seit dem 27. August 2017 vorstand.